# ميركو سيليستينو
ميركو سيليستينو (بالإيطالية: Mirko Celestino)‏ مواليد 19 مارس 1974 في إيطاليا، هو دراج إيطالي سابق. حقق المركز الأول في طواف لومبارديا 1999 .

## وصلات خارجية
- الموقع الرسمي

## روابط خارجية
- ميركو سيليستينو على موقع الاتحاد الدولي للدراجات (الإنجليزية)
- ميركو سيليستينو على موقع أرشيف الدراجات (الإنجليزية)
- ميركو سيليستينو على موقع إحصائيات الدراجات الإحترافية (الإنجليزية)
- ميركو سيليستينو على موقع نسبة الدراجات (الإنجليزية)
- ميركو سيليستينو على موقع CycleBase (الإنجليزية)